# 킵 드라이빙 (비디오 게임)
킵 드라이빙(Keep Driving)은 YCJY 게임즈에서 개발하고 배급한 어드벤처 비디오 게임이다. 이 게임은 2025년 2월 6일에 Windows로 출시되었다. 이 게임은 RPG, 어드벤처, 자원 관리 시뮬레이션 장르를 혼합하여 플레이어가 히치하이커를 태우고, 이상한 일을 하며, 나쁜 도로와 다른 나쁜 운전자들로부터 살아남는 등 로드 트립을 해야 한다. 킵 드라이빙은 출시 후 대체로 호평을 받았으며 2025년 가장 높은 평가를 받은 게임 중 하나이다.

## 줄거리
이름 없는 주인공 운전자는 파트타임 정비공이나 학생 등 플레이어가 선택하는 여러 배경 스토리 중 하나를 가진다. 운전자는 전국 콘서트에 친구로부터 초대를 받았다는 편지를 받았다. 운전자는 콘서트 페스티벌 티켓을 받아야 하며, 원한다면 그곳에서 사용할 텐트를 받아야 한다. 운전자는 1980년대 초반 세단이나 픽업트럭 같은 차량 중에서 선택하여 집을 떠나 지도상의 첫 번째 정류장으로 운전한다.
정류장 사이에서 운전자는 버려진 차, 로드킬 또는 새와 같은 도로 위의 물건, 차 안의 화난 벌, 느린 차, 공격적인 경찰관 등 어려운 로드 트립을 헤쳐나가야 한다. 이러한 어려움은 차를 고장 내거나 귀중한 자원을 빼앗아 운전자가 제시간에 콘서트에 도착하는 것을 지연시킬 수 있다. 운전자는 또한 운전자가 어떤 식으로든 자신을 도와주기를 바라는 히치하이커를 만날 수도 있다. 예를 들어, 길을 잃은 아이가 부모를 찾고 있으며, 운전자는 이제 그 아이를 집으로 데려다주는 것을 고려해야 한다. 만약 운전자가 히치하이커를 돕기로 선택한다면, 히치하이커는 로드 트립의 어려움을 다루는 데 유용할 수 있다.
도중에 운전자의 목표는 바뀔 수 있다. 예를 들어, 콘서트에 가는 대신, 운전자는 최근 사망한 친척으로부터 재산을 상속받거나 드래그 레이스에 참여할 수 있다. 운전자의 선택에 따라 킵 드라이빙에는 최소 9개의 다른 엔딩이 있다.

## 게임 플레이
로드 트립은 주로 목적지 사이를 이동하는 자동차의 측면 시점과 운전자가 취할 수 있는 행동이 있는 대시보드로 이루어진다. 로드 트립 중에 문제가 발생하면 대시보드에 일련의 색깔 있는 아이콘이 나타난다. 운전자는 도전을 통과하기 위해 모든 아이콘을 제거해야 한다. 운전자는 기술과 아이템의 아이콘을 도전에서 주어진 아이콘과 일치시켜 그렇게 한다.
운전자는 최대 5개의 기술을 가질 수 있으며, 이는 여행 중 선택을 통해 잠금 해제되고, 4개의 아이템은 글로브박스에 보관된다. 히치하이커는 추가 기술을 추가할 수 있다. 대부분의 기술과 아이템은 사용 횟수가 제한되어 있으며, 휴식을 취하거나 마을에서 더 많은 아이템을 구매하여 보충할 수 있다. 추가 아이템은 트렁크에 보관할 수 있으며, 전투 외부에 꺼낼 수 있다.
만약 운전자가 한 턴에 모든 아이콘을 제거하는 데 실패하면, 피로나 자동차 손상과 같은 결과를 직면하게 된다. 만약 운전자가 완전히 피로해지거나 자동차가 완전히 손상되면, 운전자는 도로변에 멈춰서 쉬거나 자동차를 인근 차고로 견인하여 수리해야 할 수도 있다. 이러한 결과는 운전자의 재정 상태와 제시간에 목표에 도달하는 능력에 부담을 준다.
마을이나 지도의 다른 지점에서 운전자는 위치에 따라 다양한 작업을 선택할 수 있다. 많은 장소에는 연료를 채울 주유소와 도로상의 문제 해결에 사용할 추가 아이템을 구입하고 차량을 업그레이드할 수 있는 상점이 있다. 마을에는 운전자가 시간을 대가로 돈을 벌 수 있는 고용 사무소가 있으며, 차량을 업그레이드할 수 있는 차고도 있다. 일부 마을에는 차에서 자는 것보다 더 많은 이점을 제공하는 숙박 장소가 있다.

## 개발
예테보리에 본사를 둔 비디오 게임 개발자 YCJY Games—크리스토퍼 안드레아손과 요제프 마르티노프스키로 구성—는 2016년 마지막 인간의 수중 모험 출시 직후 킵 드라이빙 개발을 시작했다. 그들은 이를 첫 번째 게임인 Keep Walking EP의 정신적 후속작으로 여겼고, 더 개인적인 애착을 가진 "큰 프로젝트"라고 생각했다. 자금과 경험 부족으로 1년 만에 개발이 중단되었고, 대신 Sea Salt (2019)와 같은 작은 게임을 작업하기로 결정했다. Post Void 출시 후 2020년에 전일제 개발이 재개되었다.:{{{1}}} 그들은 다른 게임 개발 경험이 더 잘 준비시켜 주었다고 느꼈다. Post Void와 마찬가지로, 실수를 반복하지 않기 위해 전체 게임을 미리 계획했다. 이 게임은 크리에이티브 유로파 미디어와 Kowloon Nights의 자금 지원을 받았으며, 게임 엔진인 게임메이커를 사용한다.
이 게임은 원래 오리건 트레일과 같은 여러 게임 플레이 시스템과 미니 게임으로 구성되었지만, 개발자들은 복잡하고 방향성이 부족하다고 느껴 여러 번 재설계했다. 그들은 롤플레잉 관점에서 접근하기 전에 메커니즘을 이해하기 위해 2주 만에 테이블 게임으로 만들었고, 결국 로그라이크에 더 가까운 장르로 정착했다. 기계적으로, 이 게임은 디아블로에서 영감을 받았다. 초기 버전에는 더 정교한 자동차 컨트롤이 있었지만, 개발자들은 특히 게임 플레이 중단 후에는 단순화된 접근 방식이 더 보람 있다고 생각했다. 그들은 게임의 긴 조용한 기간에 대해 우려했지만, "그냥 자신감을 가지고 유지해야 했다"는 것을 알았다. 2000년대 초반은 스마트폰이 없어 내비게이션의 복잡성이 없었기 때문에 선택되었다. 마르티노프스키는 이 개념이 친구들과 게임을 하며 보냈던 어린 시절을 연상시킨다고 생각했다.
개발자들은 FTL: 패스터 댄 라이트 (2012년), 잘로피 (2018년), 오리건 트레일 II (1995년)와 같은 게임, 7대륙(The 7th Continent)과 글룸헤이븐(Gloomhaven)(둘 다 2017년)과 같은 보드 게임, 파리, 텍사스(1984년)와 자유의 이차선(1971년)과 같은 로드 무비에서 영감을 얻었다. 킵 드라이빙의 아트 스타일은 예테보리와 그 주변을 모델로 삼았으며, 일부 후기 지역은 마르티노프스키가 로스앤젤레스에서 살았던 경험에서 영감을 얻었다. 그는 이 아트 스타일이 이전 작업보다 더 현실적이고 실제적이라고 생각했다. 배경은 약 8~9개의 시차 레이어를 가지고 있다.

### 사운드트랙
이 게임에는 50곡 이상의 노래가 수록되어 있다. 개발자들은 예테보리의 인디 록 신에서 온 "작은 밴드"들을 포함시키고 싶어 했으며, 그들과 여러 연결고리가 있었다. 마르티노프스키는 이 음악을 "매우 스케이트 펑크적인 2000년대 초반의 느낌"이라고 묘사했다.
운전 중에 플레이어는 운전자가 처음부터 가지고 있거나 도중에 구매한 노래를 사용하여 게임의 사운드트랙에서 최대 6곡을 대기열에 추가할 수 있다. 킵 드라이빙을 위해 선택된 노래는 스웨덴 피자 레스토랑 경영자 칼 롭 카르달이 조정했다. 게임 사운드트랙에 기여한 지역 스웨덴 록 밴드로는 Westkust, Mundane, The Honeydrips, Crystal Boys, Dorena, Aasma, Zimmer Grandioso, Makthaverskan, Holy Now, El Huervo가 있다. 음악은 마르티노프스키의 이름으로 Y/CJ/Y 팀과 요한슨의 음악 프로젝트인 My darling YOU!에서도 기여했다. 킵 드라이빙에 참여한 여러 음악가들은 핫라인 마이애미 아티스트 데니스 웨딘의 밴드인 Fucking Werewolf Asso를 포함하여 스웨덴 게임 핫라인 마이애미에도 참여했다.

## 출시
YCJY Games는 2016년 7월 트위터에서 킵 드라이빙의 존재를 발표했다. 이 게임은 2024년 8월 게임스컴에서 선보였다. 2024년 10월 2일, 첫 번째 예고편과 함께 공식적으로 발표되었으며, 스웨덴 록 밴드 Westkust의 음악이 수록되었다. 이 게임은 10월 스팀 넥스트 페스트의 일환으로 데모와 함께 선보였다. 이 데모는 행사 후에도 스팀에 남아 있었다. 7만 회 이상의 다운로드를 기록했으며, 17만 명 이상의 사용자가 게임을 위시리스트에 추가했다. 2025년 1월, YCJY Games는 Windows용 2월 6일 출시일을 발표했으며, 스웨덴 밴드 Holy Now의 음악이 수록된 새로운 예고편도 공개했다. 개발자들은 최종적으로 닌텐도 스위치 출시를 모색하고 있다.

## 평가
리뷰 애그리게이터 웹사이트 메타크리틱에 따르면 킵 드라이빙은 비평가들로부터 "대체로 호평"을 받았으며, 오픈크리틱에 따르면 비평가들의 94%가 이 게임을 추천했다.
하드코어 게이머는 킵 드라이빙의 스토리를 칭찬하며, "옛날 방식의 로드 트립 분위기를 잘 담아냈을 뿐만 아니라, 주인공이 성인으로 성장하고, 현실 세계에 진입하며, 자신의 목적을 찾는 과정을 아름답게 그려낸 인간 정신의 초상화 역할을 한다"고 말하며, 디스코 엘리시움과 Road 96과 같은 예술적인 스토리텔링을 가진 다른 게임들과 비교하여 호평했다. PC 게이머는 히치하이커 캐릭터가 개발된 방식을 특히 칭찬하며, "최소한의 텍스트로 그들의 이야기와 개성이 드러나며, 여행이 끝날 무렵에는 우리 모두가 같은 이유로 이 차에 갇혀 있다는 것이 분명해진다: 우리 모두는 조금씩 상처받았고, 조금씩 목적을 잃었으며, 조금씩 표류하고 있기 때문이다"라고 썼다. 폴리곤은 히치하이커에 대해 킵 드라이빙이 "게임 디자인을 통한 경제적인 캐릭터화와 스토리텔링의 마스터 클래스를 제공했다"고 평가했다.
특히 사운드트랙에 대한 칭찬이 많았다. PC 게이머는 사운드트랙의 스웨덴 밴드들을 전혀 들어본 적이 없음에도 불구하고 "그들의 곡들은 다음 실제 로드 트립의 일부가 될 것이다"라고 말했다. RPGamer는 사운드트랙을 "귀를 즐겁게 하는 것"이라고 불렀으며, "모든 좋은 로드 트립은 놀라운 사운드트랙으로 시작되며, Y/CJ/Y Games와 Westkust는 이 과제를 완벽하게 수행했다"고 언급했다.
게임 플레이는 덜 좋은 평가를 받았다. 턴제 전투 시스템에 대해 폴리곤은 "게임에 의해 묘사되는 행동과 개념적인 큰 간극이 있다"고 언급했다. RPGamer는 전투 시스템을 "단순하고" "쓸모 있다"고 평가했다. 여러 비평가들은 게임의 미학은 훌륭했지만, 게임 플레이 루프 자체는 반복적이고 단조롭고 지루하다고 평가했다.
킵 드라이빙은 2024년 IndieCade에서 그랑프리 심사위원상을 수상했다.